# Preiskovalna komisija za parlamentarno preiskavo o sumu zlorabe javnih pooblastil v poslovanju podjetij HIT d.o.o., Nova Gorica, Elan, Slovenske železarne, (...)
Preiskovalna komisija za parlamentarno preiskavo o sumu zlorabe javnih pooblastil v poslovanju podjetij HIT d.o.o., Nova Gorica, Elan, Slovenske železarne, banke, ki so v sanacijskem postopku, dodelite koncesij za uvoz sladkorja tudi za potrebe državnih rezerv je bila preiskovalna komisija, ki je delovala v mandatu prvega Državnega zbora Republike Slovenije.

## Sestava
- izvoljena: 24. april 1993
- predsednik: Polonca Dobrajc
- podpredsednik: Ciril Pucko (do 23. julija 1996)
- člani: Ivo Hvalica, Jože Jagodnik, Jože Lenič, Anton Peršak, Marjan Podobnik, Marijan Poljšak, Jožef Rajšp (od 11. septembra 1996), Leo Šešerko